# Brachymenium angustirete
Brachymenium angustirete là một loài rêu trong họ Bryaceae. Loài này được Ochi mô tả khoa học đầu tiên năm 1972.